# 林貞淑
林 貞淑（イム チョンスク、1974年4月1日 - ）は韓国の柔道選手。階級は63kg級と70kg級。

## 人物
1998年のアジア大会70kg級では決勝で天尾美貴を有効で破って優勝した。1999年の環太平洋柔道選手権大会でも優勝した。その後、階級を63kg級に下げると、2000年のドイツ国際で3位になったが、シドニーオリンピックには元世界チャンピオンの鄭成淑がいたために出場できなかった。2001年のアジア選手権でも3位だった。

## 主な戦績
- 1998年 -　アジア大会　70kg級　優勝
- 1999年 -　環太平洋柔道選手権大会　70kg級　優勝
- 2000年 - ドイツ国際　63kg級　3位
- 2001年 -　アジア選手権　63kg級　3位

(出典)。